# Пазин, Андрей Сергеевич
Андре́й Серге́евич Пазин (род. 20 января 1986, Брянск, СССР) — российский футболист, полузащитник клуба «Коломна».

## Биография
Родился в Брянске, но практически сразу после рождения семья переехала в подмосковный город Коломна. Отец играл в футбол на первенстве заводов за различные футбольные коллективы. В возрасте шести лет начал заниматься футболом в ДЮСШ «Виктория», где сразу попал в группу десятилетних ребят ввиду того, что групп для более младших возрастов тогда ещё не было. Кумиром был Алессандро Дель Пьеро, любимым клубом — итальянский «Ювентус». Первым тренером стал Валерий Сергеевич Терентьев. В 15 лет Пазин был приглашен в ФК «Коломна», за которую сыграл 6 матчей.
Затем играл за фарм-клуб московского «Локомотива», так как не мог пробиться в основной состав, на протяжении около двух лет с годичным перерывом в 2004 году, который прошёл в московском «Титане» (22 матча, 4 гола).
С 2006 года играл за луховицкий «Спартак» (в 2007 клуб был переименован в «Луховицы»). За первый год сыграл 28 матчей, забил пять мячей. Следующие два года (2008—2009) играл за новотроицкую «Носту». Провёл 66 игр в первом дивизионе и отличился 10 раз. 30 декабря 2009 года подписал контракт с клубом «Краснодар». В 2010 году стал одним из лидеров коллектива. Вышел на поле во всех 38 матчах турнира, забил 6 голов и отдал такое же количество голевых передач. В сезоне—2011/12 не смог пробиться в основной состав «Краснодара», который, был клубом премьер-лиги. Провел 13 матчей в первенстве молодёжных составов, где заработал три жёлтые карточки. Не сыграв ни одного матча за основу, перешёл в саранскую «Мордовию». Летом 2014 года перешёл в «Тосно». Перед сезоном 2016/17 вернулся в «Мордовию». В августе 2017 перешёл в «Динамо» Брянск. 19 февраля 2021 года расторг контракт с клубом по обоюдному согласию. Летом 2021 года перешел в ФК «Красава» на правах свободного агента. С сезона 2022/23 — в «Коломне».